# Final Fantasy Type-0 : Le Guerrier à l’épée de glace
Cet article court présente un sujet plus développé dans : Final Fantasy Type-0.
Dessiné par Takatoshi Shiozawa, le manga Final Fantasy Type-0 : Le Guerrier à l’épée de glace est une préquelle composée de cinq tomes publiés par Ki-oon en juin 2015. Il est, à l'origine, pré-publié en deux parties dans le magazine Monthly Shōnen Gangan ; la première en 2011 et compilé en un volume en avril 2012 ; puis la seconde, intitulée Final Fantasy Type-0 Gaiden: Hyōken no shinigami, publiée entre avril 2011 et janvier 2014,, suivi par un chapitre bonus en février 2014.